# صحراء تنامي
صحراء تنامي (بالإنجليزية:The Tanami Desert ) هي صحراء تقع في شمال أستراليا التي تقع في الإقليم الشمالي لاستراليا، تمتلك الصحراء مناطق جبلية مع العديد من التلال الصغيرة، كما أن الصحراء تعتبر واحدة من أكثر الأماكن المعزولة والجافة على وجه الأرض، تشكل صحراء تنامي الحدود الإقليمية الشماليية النهائي، وكانت لم تستكشف بالكامل حتى فترة متقدمة من القرن العشرين .

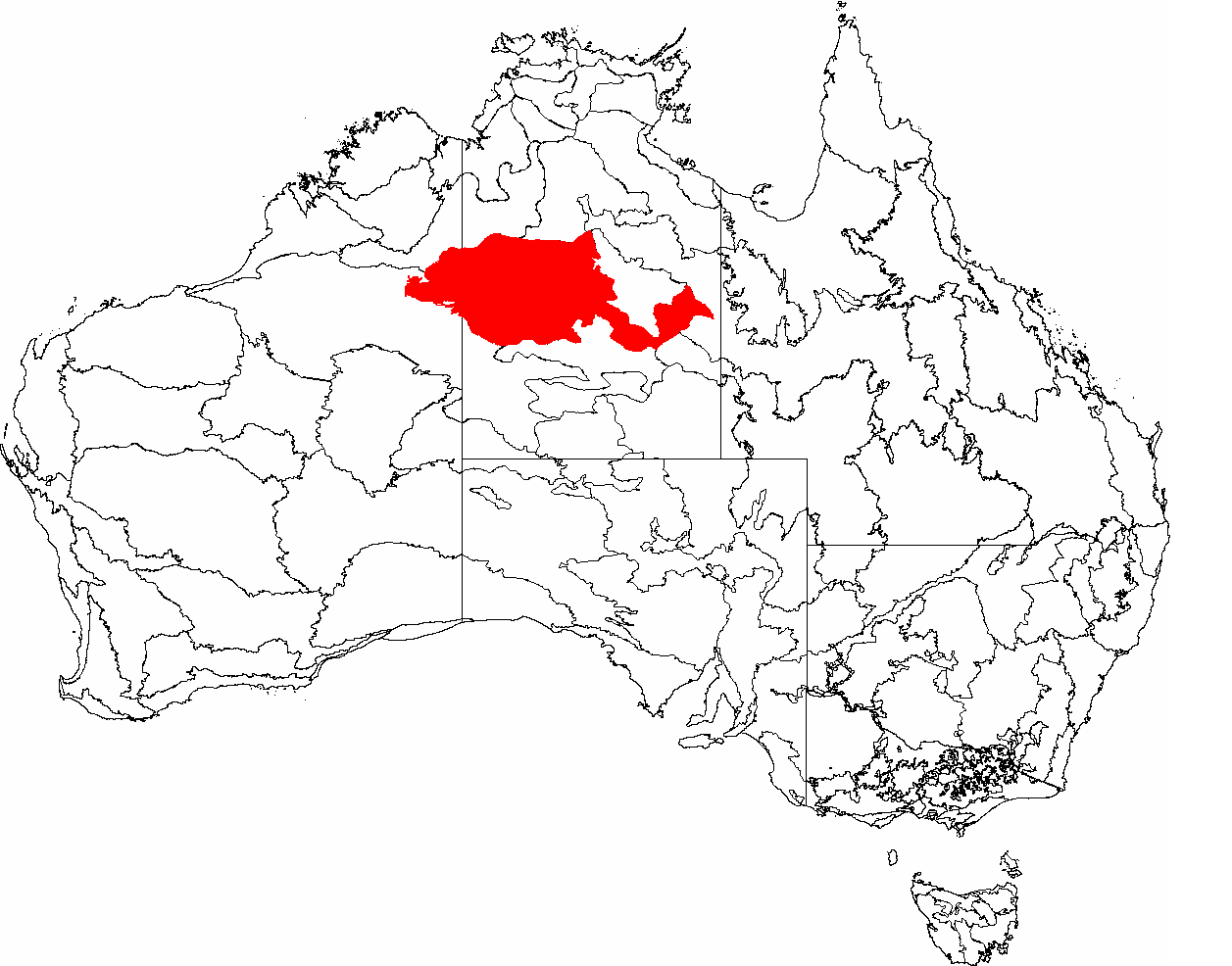
صحراء تنامي بالون الأحمر

يندرج تحت اسم تنامي، واحدة من المناطق البيوجغرافية المؤقتة لأستراليا (أبرا).

## الاكتشافات البيولوجية
وفقا للجان الحكومة، فان صحراء تنامي تعد واحدة من المناطق الأكثر أهمية بيولوجية في العالم، لاستطاعة العثور الكائنات الحية في أستراليا خاصة وأنها توفر ملجأ للعديد من الأنواع النادرة والمهددة بالانقراض.
والأنواع التي تم العثور على ما يلي:
- الفأر الكستنائي الغربي (mouse nanus Pseudomys)
- الفأر المحلي (delicatulus Pseudomys)
- البلانغل طويل الذيل (Planigale ingrami)

أنواع الطيور الهامة تشمل ما يلي:
- الصقر الرمادي (hypoleucos falcon)
- الأسترالي طلاء الشنقب (australis Rostratula)
- البطة المنمشة (Stictonetta naevosa)